# تای بریک (گروه موسیقی اتریشی)
تای بریک (به انگلیسی: Tie Break) گروه موسیقی اتریشی است.
آن ها در مسابقه آواز یوروویژن ۲۰۰۴ نماینده اتریش بودند.